# Szepesrét
Szepesrét (1899-ig Lúcska, szlovákul: Lúčka, németül: Wieschen) község Szlovákiában, az Eperjesi kerület Lőcsei járásában.

## Fekvése
Lőcsétől 15 km-re keletre, Szepesváraljától 3 km-re északnyugatra, a Lucsanszka-patak völgyében.

## Története
1273-ban „Lucska” néven Mothmerius szepesi prépost végrendeletében említik először, a szepesi káptalan faluja volt. 1402-ben „villa Luchka”, 1478-ban „Lwthka”, 1513-ban „Retke”, 1514-ben „Luczka” néven szerepel a korabeli forrásokban. 1598-ban 11 ház állt a faluban. A 16. század végén a nagyváradi püspökségé, majd 1776-tól a szepesi püspökség alapítása után egészen 1848-ig annak birtoka volt. 1787-ben 28 házában 190 lakos élt.
A 18. század végén Vályi András így ír róla: „LUCSKA. Tót falu Szepes Várm. földes Ura a’ Szepesi Püspök, lakosai katolikusok, fekszik Szepes Várallyához nem meszsze, határja hegyes, mellyeket a’ záporok is járnak.”
1828-ban 35 háza volt 256 lakossal. Lakói mezőgazdasággal, erdei munkákkal, szövéssel  foglalkoztak.
Fényes Elek 1851-ben kiadott geográfiai szótárában így ír a faluról: „Lucska, tót f., Szepes vgyében, Szepes fil. s oda is tart: 256 kath. lak.”
A trianoni diktátum előtt Szepes vármegye Szepesváraljai járásához tartozott.

## Népessége
| Év:            | 1994. | 2004.    | 2014.   | 2024. |
| -------------- | ----- | -------- | ------- | ----- |
| Emberek száma: | 118   | 136      | 125     | 115   |
| Eltérés:       |       | +15,25 % | -8,08 % | -8 %  |

| Év:            | 2023. | 2024.   |
| -------------- | ----- | ------- |
| Emberek száma: | 115   | 115     |
| Eltérés:       |       | +1,42 % |

1910-ben 175, túlnyomórészt szlovák lakosa volt.
2001-ben 140 lakosából 139 szlovák volt.
2011-ben 125 lakosából 124 szlovák.

## Nevezetességei
- A Rózsafüzér királynője tiszteletére szentelt, római katolikus temploma 1837-ben épült klasszicista stílusban.